# Institut supérieur du sport et de l'éducation physique du Kef
 (août 2024).
Si vous disposez d'ouvrages ou d'articles de référence ou si vous connaissez des sites web de qualité traitant du thème abordé ici, merci de compléter l'article en donnant les références utiles à sa vérifiabilité et en les liant à la section « Notes et références ».
Maillots
L'Institut supérieur du sport et de l'éducation physique du Kef (arabe : المعهد العالي للرياضة والتربية البدنية بالكاف), plus couramment abrégé en ISSEP du Kef, est un club tunisien de football féminin fondé en 2003 et basé au Kef.
Il joue au stade du Kef qui a une capacité de 9 000 places.

## Palmarès
- Championnat de Tunisie (2) :
  - Vainqueur : 2006[2], 2007
- Coupe de Tunisie (2) :
  - Vainqueur : 2006, 2008
  - Finaliste : 2009, 2019
- Supercoupe de Tunisie (0) :
  - Finaliste : 2008
- Championnat de l'UNAF (0) :
  - Finaliste : 2008

## Autres sections
- Judo
- Athlétisme
- Rugby à XV